# محمد رضا نصر الله
محمد رضا نصر الله (ولد 1373 هـ / 1953 م) إعلامي وكاتب سعودي. أعدَّ وقدَّم العديد من البرامج التلفازية الحوارية الثقافية والسياسية الناجحة، من أبرزها برنامج (هذا هو) الذي استضاف فيه ألمعَ المثقفين والأدباء العرب على مدار سنوات. ونشر مقالاته في كثير من الصُّحف منها صحيفة الرياض. عيِّن عضوًا في مجلس الشورى السعودي عام 1426هـ.

## سيرته
وُلد محمد رضا نصر الله في محافظة القطيف، عام 1373هـ/ 1953م. تلقَّى تعليمه الأولي في القطيف، ثم انتقل إلى الرياض عام 1973 ليدرس في كلية الآداب بجامعة الملك سعود، وحصل منها على درجة البكالوريوس.

## عمله الإعلامي
- بدأ الكتابة والنشر في صفحات جريدة الرياض عام 1974م، وكتب فيها زاوية (أصوات).
- كتب في بداياته أيضاً في جريدة اليوم في الدمام، ثم في مجلة «اليمامة».
- عمل مشرفاً على الصفحات الثقافية وصفحات الرأي في جريدة الرياض.
- عمل مديراً لتحرير الرياض الأسبوعي عام 1982م.
- أعدّ وقدّم برنامج (الكلمة تدق ساعة) عام 1398هـ (1978م) في التلفزيون السعودي، وهو برنامج حواري ثقافي من إخراج سعد الفريح.[5]
- أعدّ وقدم برنامج (هذا هو) عام 1993م على قناة MBC، واستضاف فيه أبرز المفكرين والأدباء والشعراء العرب.
- أعد وقدم برنامج (وجهاً لوجه) في التلفزيون السعودي، واستضاف فيه نخبة من رجال السياسة والثقافة والأدب والفن.
- قدّم برنامج (حدث وحوار) في التلفزيون السعودي.
- قدم برنامج (مواجهة مع العصر) على قناة MBC.
- أعد وقدّم برنامج (هكذا تكلموا) في التلفزيون السعودي.[6]
- أعد وقدم برنامج (مع المشاهير) في التلفزيون السعودي.
- أعد وقدم برنامج (ستون دقيقة سياسية) عام 2005م.
- أعد وقدم برنامج (ما بين أيديهم) في التلفزيون السعودي.
- أعد وقدم برنامج (خارج الأقواس) في التلفزيون السعودي.[7]

ومن أبرز من حاورهم في برامجه التلفزيونية من الأدباء والمفكرين والسياسيين: توفيق الحكيم، نجيب محفوظ، زكي نجيب محمود، يوسف إدريس، محمد مهدي الجواهري، طاهر وطار، عبد الحميد بن هدومة، علي مصطفى المصراتي، أدونيس، وبُلند الحيدري، فاروق الشرع، حنان عشراوي، فيصل الحسيني، فدوى طوقان، سميح القاسم، بنت الشاطئ، أحمد كمال أبو المجد، صموئيل هنتجتون صاحب نظرية «صراع الحضارات» وبول فندلي، مراد هوفمان، أحمد السباعي، محمد حسن عواد، حسين سرحان، حمد الجاسر، محمد حسن فقي، عزيز ضياء، عبد الله بلخير، حسن بدوي، حسن ظاظا، شكري عياد، د.عبد الله الطيب، وسعيد عقل.

## مناصبه
- عين عضواً في مجلس الشورى في بداية دورته الرابعة عام 1426هـ، واستمر مدة اثني عشر عاماً لثلاث دورات.[9]
- أمين عام الهيئة الاستشارية للثقافة في وزارة الثقافة والإعلام.[10]
- ساهم في تأسيس نادي الرياض الأدبي عام 1974م، كما ساهم في تقديم طلب إنشاء نادي الشرقية الأدبي عام 1974م.

## كتبه
| م | الكتاب                                                  | سنة النشر | ملاحظات |
| - | ------------------------------------------------------- | --------- | --- |
| 1 | حوارات القرن: لأكثر من مئة وخمسين شخصية مؤثرة (3 أجزاء) | 2022م     | ويتكون كل جزء من 816 صفحة، ويتضمن الكتاب محتوى أكثر من 1000 ساعة من الحوارات مع أكثر من 150 شخصية ثقافية وفكرية عربية مؤثرة. |
| 2 | أصوات في الأدب والفكر والاجتماع                         | 2024م     | صدر عن دار «سطور» للنشر والتوزيع في بغداد.                                                                                   |